# Mangarin
Mangarin je zaljev Južnog kineskog mora, na zapadnoj obali otoka Mindoro, u filipinskoj provinciji Occidental Mindoro.
Zaljev je plićak, a od vjetra zaštićen rtom Mangarin na istoku i otokom Ilin. Rt Mangarin završava dugačkom pješčanom jamom čija je dubina oko 8 metara.
Naselje Mangarin dostupno je samo lakim brodom.

## Vanjske poveznice
|  | Zajednički poslužitelj ima još gradiva o temi Mangarin |